# Dzień na tak
Dzień na tak – amerykański komediodramat w reżyserii Miguela Artety, miał swoją premierę 12 marca 2021 roku w serwisie Netflix.
Zdjęcia do filmu rozpoczęły się w listopadzie 2019 roku, w Los Angeles.

## Opis fabuły
Allison (Jennifer Garner) i Carlos (Édgar Ramírez) Torresowie, którzy są zmęczeni nagminnymi odmowami, pozwalają swoim dzieciom zarządzać zasadami przez jeden dzień.

## Obsada
- Jennifer Garner jako Allison Torres
- Édgar Ramírez jako Carlos Torres
- Jenna Ortega jako Katie Torres
- Julian Lerner jako Nando Torres
- Everly Carganilla jako Ellie Torres
- H.E.R. jako ona sama
- Nat Faxon jako Pan Deacon
- Molly Sims jako Rekruterka
- Fortune Feimster jako Jean
- Arturo Castro jako oficer Jones
- Tracie Thoms jako Billie / Koordynator koncertu
- Megan Stott jako Layla
- Yimmy Yim jako Tara
- Snowden Gray jako Hailey Peterson
- Graham Phillips jako Brian
- Leonardo Nam jako Pan Chan
- Hayden Szeto jako oficer Chang